# 山内遥
山内 遥（やまうち はるか、1994年6月9日 - ）は、日本の女優、歌手で、女性アイドルグループ『さんみゅ〜』の元メンバー。
兵庫県出身。大阪スクールオブミュージック高等専修学校卒業、SO.ON project元メンバー。サンミュージックプロダクション所属。